# 武断派
武断派（ぶだんは）は、豊臣政権内部における派閥の一つ。

## 概要
豊臣秀吉配下の武将のうち、豊臣政権で軍務を担った諸将を指す。武断派の武将としては加藤清正、福島正則らが挙げられる。
武断派に対し、政務を担った武将を総称して文治派(吏僚派)と呼ぶ。
また、地方統治のあり方を巡って（中央）集権派と（地方）分権派と呼ぶべき派閥があったとする見解もあるが、文治派と集権派は石田三成など共通する人々を指すことが多いことから、その反対派とされる分権派と武断派が同一のように扱われることもある。
ただし、文治派（吏僚派）・武断派、あるいは集権派・分権派という区別は江戸時代に成立した軍記物等の二次史料、その後の創作や研究の影響によって成立した概念であり、豊臣政権当時の一次史料からその存在を確認できるものではないことに留意する必要がある。

## 文治派との対立
武断派の諸将はそれぞれ合戦で大きな戦功を挙げ、秀吉の天下統一に大いに貢献したが、統一事業が進むにつれて合戦の機会は減少し、次第に不遇を託つようになる。代わって豊臣政権の中枢で権勢を振るったのは、政務を担う文治派であった。特に文治派の代表格である石田三成は合戦の最前線で戦う機会が少なかったため、そのことに反発心を抱く武将も少なくなかった。
この二派の対立は、秀吉の死後に顕在化し、武断派は徳川家康への接近を図る。前田利家は二派の調停に努めるが間もなく病死、これにより対立を止める者がいなくなり、武断派の武将7名が三成の屋敷を襲撃する事件を起こす（石田三成襲撃事件）。この事件は関ヶ原の戦いの遠因の一つとなった。